# Аддалачченай-02
Грама Ніладхарі Аддалачченай-02 (№ AD/31) — Грама Ніладхарі підрозділу ОС Аддалачченай, округ Ампара, Східна провінція, Шрі-Ланка.

## Демографія
| Населення (2007) | Населення (2007) | Населення (2007) | Населення (2007) | Населення (2007) |
| Населення        | Чоловіки         | Жінки            | Діти             | Дорослі          |
| ---------------- | ---------------- | ---------------- | ---------------- | ---------------- |
| 1139             | 560              | 579              | 400              | 739              |